# Iconv

iconv — утилита UNIX (и одноимённая библиотека) для преобразования текста из одной кодировки в другую. Также портирована под Windows.

## Синтаксис
```
iconv
 
[
-c
]
 
[
-s
]
 
[
-f
 
encoding
]
 
[
-t
 
encoding
]
 
[
inputfile
 
…
]

iconv
 
-l

```

## Описание
Утилита iconv конвертирует текст из одной кодировки в другую. Входная кодировка задаётся ключом -f, а выходная — ключом -t. Любая из этих кодировок по умолчанию равна локали системы. Все входные файлы читаются по очереди, если не задан параметр входного файла, то используется стандартный ввод, а конвертируемый текст выводится на стандартный вывод.
Когда задана опция -c, символы, которые не могут быть преобразованы, просто выбрасываются. В противном случае при появлении подобной ошибки программа аварийно завершается.
Когда задана опция -s, сообщения об ошибках не выводятся.
Ключ -l выводит список доступных кодировок.

## Примеры

### Массовое перекодирование
Следующий скрипт находит все файлы в текущем каталоге с расширением *.java, перекодирует их в UTF-8 и результат копирует в каталог res:
```
mkdir
 
res
find
 
-maxdepth
 
1
 
-iname
 
«*.java»
 
-type
 
f
 
-exec
 
bash
 
-c
 
"iconv -c -f WINDOWS-1251 -t UTF-8 {} > ./res/{}"
 
\;

```

Перекодирование всех файлов в каталоге с их заменой:
```
for
 
i
 
in
 
*
;
 
do
 
iconv
 
-f
 
WINDOWS-1251
 
-t
 
UTF-8
 
"
$i
"
 
>tmp
;
 
mv
 
tmp
 
"
$i
"
;
 
done

```

Рекурсивное перекодирование всех файлов необходимого типа (в примере — txt):
```
find
 
.
 
-name
 
'*.txt'
 
|
 
while
 
read
 
i
;
 
do
 
iconv
 
-f
 
WINDOWS-1251
 
-t
 
UTF-8
 
"
$i
"
 
>tmp
;
 
mv
 
tmp
 
"
$i
"
;
 
done

```

Рекурсивное перекодирование всех файлов html:
```
# !/bin/sh

find
 
.
 
-type
 
f
 
-name
 
'*.htm'
 
-o
 
-name
 
'*.html'
 
|
 
while
 
read
 
i

    
do

    
echo
 
$i

    
iconv
 
-f
 
WINDOWS-1251
 
-t
 
UTF-8
 
"
$i
"
 
>
 
tmp

    
mv
 
-f
 
tmp
 
"
$i
"

    
done

```

### Массовое перекодирование windows
Следующий набор скриптов находит все файлы в текущем каталоге с расширением *.txt, перекодирует в CP1251 из KOI8-R:
all.cmd:
```
for
 /R 
%%
i 
in
 
(
.
)
 
do
 
call
 txt.cmd 
%%
i

```

txt.cmd:
```
set
 
cd2
=
%cd%

cd
 
%1

for
 
%%
j 
in
 
(
*.txt
)
 
do
 
call
 
%cd2%
\iconv2.cmd 
%%
j

cd
 
%cd2%

```

iconv2.cmd:
```
iconv -c -f KOI8-R -t CP1251 
%1
 
>
 win.
%1
 

del
 
%1

rename
 win.
%1
 
%1

```

Другой способ (через cmd):
Прежде чем выполнять эту команду, нужно добавить путь к программе iconv.exe в переменную окружения Path:
```
for
 
%%
i 
in
 
(
*.txt
)
 
do
 iconv -f cp1251 -t utf-8 
"
%%
i"
 
>
 utf8/
%%
i

```

Команда перекодирует все файлы с расширением «txt» и положит перекодированные файлы в заранее созданную папку utf8.